# Martha Kent
Martha Kent es un personaje ficticio del universo de DC Comics, creado por los escritores Jerry Siegel y Joe Shuster. Apareció por primera vez en Action Comics #1 en 1938. Es conocida principalmente por ser la madre adoptiva de Clark Kent (Superman) y una de las figuras más importantes en su vida, actuando como una fuente de amor, apoyo y guía moral para el héroe.
Martha y su esposo Jonathan Kent encontraron a Clark como un bebé, tras la destrucción de su planeta natal, Krypton. Criaron a Clark en el pequeño pueblo de Smallville, Kansas, donde lo cuidaron con devoción y le inculcaron principios de humildad, empatía y responsabilidad. A pesar de no ser consciente de las extraordinarias habilidades de su hijo durante su crianza, Martha siempre mostró un amor incondicional y una gran fortaleza emocional al ayudar a su hijo a adaptarse a su destino como protector del mundo.
A lo largo de las historias de Superman, ha sido retratada como una mujer de gran corazón, sabiduría y paciencia. Aunque no tiene poderes sobrenaturales, su influencia en la vida de Clark es fundamental, ya que le brinda una base moral sólida que contribuye a la formación del héroe que él llega a ser. En muchas versiones de los cómics y adaptaciones, Martha Kent también es presentada como un símbolo de lo que es el "hogar" para Superman, representando los valores tradicionales de familia, amor y sacrificio.
En varias versiones de los cómics y adaptaciones de Superman, desempeña un papel importante en la creación del disfraz de Superman, especialmente en las primeras historias de su origen. En algunas versiones, es la que confecciona la icónica S en el pecho del traje de Superman. En el cómic Superman: Birthright (2003) de Mark Waid, por ejemplo, se muestra que Martha, con sus habilidades como costurera, es quien confecciona el primer traje de Superman a mano, inspirada por el simbolismo de la "S" en el escudo de la familia de Krypton y la idea de un héroe que debe representar la esperanza. En otras versiones, lo confeciona a partir de las mantas de bebé en las que los padres biológicos de Clark, Jor-El y Lara Lor-Van, lo envolvieron.
En diversas interpretaciones en cómics, televisión y cine, Martha Kent ha sido interpretada por diferentes actrices y su carácter ha evolucionado, pero siempre ha mantenido el rol central de ser una madre amorosa y un pilar fundamental en la vida de Clark Kent.En la pequeña y gran pantalla, interpretan a Martha las actrices: Phyllis Thaxter en Superman: The Movie (1978); Annette O'Toole en la serie Smallville (2001-2011). Eva Marie Saint en Superman Returns (2006); Diane Lane en el Universo extendido de DC (2013-2021); Michele Scarabelli en la serie Superman & Lois (2021); Neva Howell en la película de DC Universe Superman (2025).

## Biografía

### Versiones de la Edad de Oro y Plata
Aunque se describe que un "automovilista que pasaba" había encontrado al bebé Kal-El en la primera aparición del personaje en Action Comics #1 de 1938, Superman #1 de 1939 presenta a los padres adoptivos de Superman a los mitos, con "Mary Kent" siendo el único padre dado un nombre. Los nombres de pila de los Kent varían en las historias de la década de 1940. Una novela de Superman de 1942, Las aventuras de Superman de George Lowther, dio el nombre de "Sarah Kent", que también se usó en la serie de televisión Aventuras de Superman, pero la primera narración extensa del origen de Superman en Superman # 53. (julio-agosto de 1948, anunciado como el "número del décimo aniversario") la nombra "Mary Kent". Este problema establece firmemente que son los Kent quienes descubren al infante Kal-El. Los Kent lo llevan a un "hogar para expósitos" y expresan su interés en adoptarlo, a lo que el hogar accede fácilmente después de sufrir la interrupción de las capacidades de crecimiento del bebé. Esta historia también establece que "Clark" es el apellido de soltera de Mary Kent. Mary y John Kent mueren de causas naturales cuando "Clark se convirtió en un hombre", con John en su lecho de muerte implorando a Clark que se convierta en "una fuerza poderosa para el bien" y sugiriendo que Clark es un "Superman", un nombre adoptado por Clark en la historia de panel final. Curiosamente, no se incluye ninguna mención de "Superboy", aunque esa característica ya se había establecido.
Ma Kent se llama por primera vez Martha en Superboy v1 #12 (enero-febrero de 1951) y Martha en apariciones posteriores. Su nombre completo se da como Martha Hudson a Clark Kent en respuesta a la consulta de un escritor de cartas en Superman v1 # 148 (octubre de 1961). Historias posteriores, después de la década de 1960 la introducción del sistema del Multiverso DC, declarar que la primera versión de los Kent se denominan 'John y Mary Kent' y en vivo en el mundo de la 'Tierra-Dos', sede de la Edad de Oro de DC superhéroes, mientras que la moderna Martha Kent vive en el mundo de "Tierra-Uno", hogar de los superhéroes de Silver Age DC.

### Versiones de la Edad Moderna

#### Man of Steel
Después de que el escritor de cómics John Byrne reescribiera el origen de Superman en la serie limitada Man of Steel de 1986, uno de los cambios que hizo fue mantener a Martha Kent viva hasta la edad adulta de Clark. Martha tiene el mismo papel que en las historias anteriores, inculcando en Clark la moral necesaria para convertirse en una figura fuerte y heroica. Una legión de superhéroes / equipo de Superman que se escribió para explicar por qué la Legión todavía existe incluso sin Superboy confirma que después de la crisis, Martha Kent es más joven que sus contraparte anterior a la crisis, lo que explica en parte por qué vive en la vida adulta de Clark.
En esta versión de los eventos, después de que una "matriz de nacimiento" kryptoniana aterriza en la Tierra, Martha y Jonathan encuentran un bebé recién nacido en su interior. Llevan al bebé justo antes de que ocurra una gran tormenta de nieve (que enterró a Smallville en la nieve durante varios meses y cortando el acceso de forasteros a la granja de la familia Kent), la pareja decide hacer pasar al bebé como su propio hijo natural, llamándolo "Clark", explotando los abortos involuntarios pasados de Martha para justificar su decisión de quedarse su 'último embarazo' es un secreto. Los poderes de Clark se desarrollan lentamente, y sus poderes emergen por completo una vez que llega a la adolescencia. Después de la graduación de la escuela secundaria de Clark, los Kent le cuentan a Clark sobre sus verdaderos orígenes, y Clark deja Smallville para explorar el mundo exterior. Después de que Clark se muda a Metrópolis, Martha y Jonathan ayudan a Clark a crear una identidad de superhéroe. Más tarde están presentes cuando Clark finalmente descubre un mensaje holográfico en su nave de su padre biológico, Jor-El; antes de esto, los Kent habían asumido que la nave era del programa espacial de otro país.

## Otras versiones
La contraparte de Martha Kent en la Tierra-3 aparecen brevemente en Maldad Eterna como parte del origen de Ultraman. El joven Jonathan y Martha Kent de Tierra Tres son drogadictos en una relación abusiva. Un día, mientras Jonathan amenaza a Martha con un cuchillo, la cápsula espacial de Ultraman aterriza en su granja. El joven Ultraman decide mezclarse con la sociedad hasta que esté listo para conquistar el planeta y obliga a Jonathan y Martha a actuar como sus padres. Se revela que en algún momento alrededor de los siete años, Ultraman asesina a los Kent y quema su granja, pero mantiene el nombre de Clark Kent.
En la precuela del videojuego Injustice: Gods Among Us, el presidente de los Estados Unidos contrata a Mirror Master y un equipo de comandos para secuestrar a Martha y Jonathan para usarlos como moneda de cambio en un intento de poner fin al mantenimiento de la paz forzado de Superman. Superman y la Liga de la Justicia los rescatan con éxito y Clark los coloca en la Fortaleza de la Soledad para protegerlos después de que el gobierno incendiara la granja de Kent. Cuando la Insurgencia irrumpe en la Fortaleza para recuperar la súper píldora, Green Arrow golpea accidentalmente a Jonathan en el hombro con una de sus flechas cuando intenta combatir a Superman. Clark golpea brutalmente a Oliver hasta matarlo, y Martha toma una de las pastillas para poner fin a su asalto. Los dos confrontan a su hijo por sus métodos dictatoriales y sin complejos con el holograma de Jor-El que aparece y está de acuerdo con los Kent en que Clark ha ido demasiado lejos.
En la precuela de la secuela del juego, los Kent todavía viven en la Fortaleza de la Soledad sabiendo que serían perseguidos por las acciones de su hijo si regresaban a Smallville, con su granja incendiada. Cuando los héroes llegan para liberar a los Jóvenes Titanes de la Zona Fantasma, los dejan entrar a todos excepto a Harley Quinn (debido a su contribución al turno de Superman en la villanía).

## En otros medios

### Cine

#### Acción en vivo

##### Serie Christopher Reeve
- Phyllis Thaxter interpreta a Martha en Superman: The Movie (1978). En la película, ella y Jonathan adoptan a Superman cuando lo encuentran en el camino. Luego, mientras Jonathan intenta reparar el auto en el que él y Martha viajan, el auto casi se le cae encima por error, pero el joven Superman lo sujeta y lo salva, para sorpresa de la pareja. Años más tarde, cuando el joven Superman, llamado Clark por ellos, se acerca a la edad adulta. Luego después que Jonathan muere al sufrir un infarto, Martha se queda en la granja mientras Clark se muda a Metropolis para trabajar en el Daily Planet.
- En Superman III (1983), Lana Lang menciona que Martha falleció en Smallville en algún momento no especificado.
- En Superman IV: The Quest for Peace (1987), Superman regresa a Smallville y las escenas posteriores giran en torno a la decisión de Clark de vender la granja familiar a un cliente.

##### Brandon Routh
- En la película Superman Returns (2006), la ganadora del Oscar Eva Marie Saint interpreta a Martha Kent. Debido a que la película es una semi-secuela de la película de 1978 y Superman II (1980), esta versión podría considerarse similar a la interpretación de Phyllis Thaxter pero con diferencias incluidas: en la película de 1978, Martha Kent parecía físicamente frágil y casi confinada en casa, mientras que en Superman Returns, ella es mucho más activa, maneja un camión de palanca de cambios y ayuda a sacar a su hijo de 90 kilos de los restos humeantes de su nave espacial. Las fotos de Jonathan Kent (interpretado por Glenn Ford) se pueden ver brevemente en la sala de estar de Martha. En esta película, cuando Clark regresa después de una ausencia de cinco años, es posible que ya haya estado saliendo con Ben Hubbard, pero la trama se eliminó de la película final.

##### Universo extendido de DC - DCEU
Diane Lane interpreta a Martha Kent en DC Extended Universe, haciendo su debut en la película de 2013 Man of Steel.
- En Man of Steel (2013), Martha ayudó a Clark a controlar sus super-sentidos cuando lo abrumaban cuando era niño, y se negó a entregar cualquier cosa relacionada con su hijo al General Zod. Martha se salva solo por la llegada oportuna de Superman, enfurecido por la amenaza de su madre adoptiva.
- En Batman v Superman: Dawn of Justice (2016), Clark comienza a cuestionar sus acciones como Superman y lo lleva a la granja de Kent, donde Martha le dice que puede ser quien quiera y que no le debe nada a la gente. Utilizando su conocimiento de la identidad secreta de Superman, Lex Luthor ha secuestrado a Martha y secuestrada por Anatoli Knyazev para que Superman luche contra Batman. Cuando Superman le pide a Batman que "salve a Martha" durante su pelea, haciéndose eco de la última palabra de su padre "Martha" (en referencia a su esposa, la madre de Bruce, Martha Wayne), este recordatorio del padre de Bruce lleva a Batman a darse cuenta de que ha recreado la muerte de sus propios padres, tomando el lugar del asesino. Batman sale para rescatar a Martha del almacén en el que está retenida. Después de que matan a Clark, se lleva a cabo una ceremonia privada en la granja de Kent en la que le da a Lois un anillo de compromiso de Clark y hace que su cuerpo sea enterrado junto a la tumba de Jonathan.[8]
- En Justice League (2017), Martha está cerca de vender la granja Kent porque no puede pagar las tarifas del banco y ya no tiene ningún vínculo con Smallville después de la muerte de su hijo. Cuando Superman resucita, ella se reúne alegremente con Clark en la granja. Al final de la película, Bruce compra el banco al que Martha le debía dinero, lo que le permite quedarse con la granja.

##### DC Universe - DCU
- Neva Howell es la encargada de darle vida a Martha Kent en el Universo DC, para la película Superman (2025) del cineasta James Gunn.[9]

#### Animación
- Martha Kent aparece en Superman: Doomsday (2007), con la voz de Swoosie Kurtz.
- Martha Kent hace una aparición sin hablar en Superman/Batman: Apocalypse  (2010).
- Martha Kent aparece en All-Star Superman (2011) , con la voz de Frances Conroy.
- Martha Kent aparece en Superman: Unbound (2013), con la voz nuevamente de Frances Conroy.
- Martha Kent aparece en Superman: Brainiac Attacks (2006), con la voz nuevamente de Shelley Fabares.
- Martha Kent aparece en Superman vs. The Elite (2012), brevemente sin diálogo.
- Martha Kent hace cameos sin hablar en Justice League: The Flashpoint Paradox (2013).
- Martha Kent aparece en JLA Adventures: Trapped In Time (2014), con la voz de Erica Luttrell.
- Martha Kent aparece en DC Super Hero Girls: Hero of the Year (2016), con la voz de Helen Slater.
- Martha Kent aparece en las películas de DC Animated Movie Universe en The Death of Superman (2018) y Reign of the Supermen (2019), con la voz nuevamente de Jennifer Hale.
- Martha Kent aparece en Superman: Man of Tomorrow (2020), con la voz de Bellamy Young.

### Series

#### Acción en vivo
- "Sarah" Kent en el primer episodio de la serie de televisión Aventuras de Superman (1952), es interpretado Frances Morris.
- Martha Kent aparece en Superboy (1988-1992), interpretado por Salome Jens.
- Martha Kent aparece en Lois & Clark: The New Adventures of Superman, interpretada por K Callan.
- Martha Kent aparece en Smallville (2011-2021), interpretada por Annette O'Toole. Esta versión de los Kent tiene poco más de 40 años al comienzo de la serie. Jonathan se postula y gana como senador contra Lex Luthor. La noche de las elecciones muere de un infarto. Luego, Martha se convierte en senadora y trabaja para proteger a Clark contra Amanda Waller bajo el alias de Reina Roja. Finalmente se casa con Perry White.
- Martha Kent aparece en un flashback en el episodio "Conner" de Titans , interpretado por Sarah Deakins.[10]
- Martha Kent aparece en Superman & Lois, interpretada por Michele Scarabelli. Jonathan murió de un ataque cardíaco cuando Clark todavía era un adolescente, lo que Clark menciona influyó en su decisión de dejar Smallville después de graduarse. Martha continuó brindando orientación a Clark mientras se convertía en Superman.

#### Animación
- Martha Kent aparece en Superman (1988), con la voz de Tress MacNeille.[11]
- Martha Kent aparece en series del Universo Animado de DC (DCAU), con la voz de Shelley Fabares:[12]
  - Superman: The Animated Series (1996-2020). En estas versiones, además de criar a Superman, también adoptaron a Supergirl luego de que fuera rescatada de Argo.
  - Justice League (2001-2004), primero en "Hereafter" asistiendo al funeral de Superman, y más tarde en "Comfort and Joy", donde Superman y J'onn J'onzz / Detective Marciano los visitan durante la Navidad.
- Martha Kent aparece en Legion of Super Heroes (2006), con la voz de Jennifer Hale.
- Martha Kent aparecen en Young Justice, con la voz de Zehra Fazal.
- Martha Kent aparece en el episodio "Grounded" de Super Best Friends Forever (como parte de DC Nation Shorts). Ella interrumpe una pelea entre Clark y su prima Kara Zor-El en sus identidades de superhéroe sin decir una palabra y sin esfuerzo envía a esta última a su habitación.
- Martha Kent aparece en DC Super Hero Girls (2015), con la voz de Helen Slater.
- Martha Kent aparece en Teen Titans Go! (2013) en el episodio "Oranginos".
- Martha Kent aparece en My Adventures with Superman, con la voz de Kari Wahlgren. [13]

### Musical
- Martha Kent aparece It's a Bird... It's a Plane... It's Superman (1966), interpretado por Irene Tedrow.[14]

### Videojuegos
- Martha Kent aparece en DC Universe Online, con la voz de Diane Perella. Aparece como personaje secundario de los héroes.
- Martha Kent aparece como personajes invocados en Scribblenauts Unmasked: A DC Comics Adventure.[15]